# 増田繁夫
増田 繁夫（ますだ しげお、1935年10月26日 - ）は、日本の日本文学研究者。大阪市立大学名誉教授。

## 経歴
兵庫県小野市生まれ。京都大学文学部卒業。甲南大学助教授、梅花女子大学助教授、大阪市立大学教授、1998年定年退官、名誉教授、武庫川女子大学教授。

## 著書
- 『日本の作家 右大将道綱母 蜻蛉日記作者』新典社 1983
- 『冥き途 評伝和泉式部』世界思想社 1987
- 『源氏物語と貴族社会』吉川弘文館 2002
- 『平安貴族の結婚・愛情・性愛 多妻制社会の男と女』青簡舎 2009
- 『源氏物語の人々の思想・倫理』和泉書院 2010 人文学のフロンティア大阪市立大学人文選書
- 『評伝紫式部　世俗執着と出家願望』和泉書院、2014

### 共編・校訂
- 『宇治拾遺物語総索引』長野照子と編集代表 清文堂出版 1975
- 『金葉和歌集総索引 本文・索引』居安稔恵・柴崎陽子・寺内純子共編 清文堂出版 1976
- 一竿斎『首書源氏物語 夕顔』編 和泉書院 1981
- 『全対訳日本古典新書　かげろふ日記』訳・注 創英社 1985
- 『日本の文学 古典編 蜻蛉日記』校注・訳 ほるぷ出版 1986
- 『枕草子』校注 和泉書院 和泉古典叢書 1987
- 『大島本源氏物語 帚木・空蝉』編 和泉書院 1992
- 『私家集注釈叢刊 能宣集注釈』校注・訳 貴重本刊行会 1995
- 『源氏物語研究集成』全15巻 鈴木日出男・伊井春樹共編 風間書房 1998-2002
- 『拾遺和歌集 和歌文学大系32』明治書院 2003
- 『古今和歌集研究集成』全3巻 小町谷照彦、藤原克己、鈴木日出男共編 風間書房 2004